# Camillo Cibin
Camillo Cibin (Salgareda, 5 de junio de 1926 – Roma, 25 de octubre de 2009) fue un oficial de policía italiano y comandante del Cuerpo de Gendarmería de la Ciudad del Vaticano.

## Biografía
Nacido en Salgareda (Provincia de Treviso) en 1926, Camillo Cibin entró en el servicio de la entonces gendarmería pontificia el 1 de mayo de 1947, alcanzando pronto el grado de teniente. Cuando el 20 de enero de 1971 el cuerpo de la gendarmería fue suprimido por el papa Pablo VI, Cibin fue nombrado subdirector de la nueva Oficina central de vigilancia del Estado de la Ciudad del Vaticano,  de la que fue responsable el 1 de agosto de 1972 en calidad suprema en julio de 1975.
A partir de 1978 estaba al servicio de Juan Pablo II y como responsable de su protección estuvo también presente en la plaza de San Pedro el 13 de mayo de 1981, cuando el terrorista Mehmet Ali Ağca intentó asesinar al pontífice, hiriéndolo. Inmediatamente después de los disparos, mientras que los agentes resguardaban al Pontífice, Cibin se abalanzó sobre las vallas de madera, logrando bloquear a Ağca también con la ayuda de algunos de los presentes.
Después del atentado, coherentemente, Cibin decidió presentar su renuncia a Juan Pablo II el cual, en señal de estima, la rechazó. En enero de 1982 fue nombrado jefe de la Oficina Central de vigilancia y después inspector general, siguiendo al pontífice en todos sus 104 viajes apostólicos al extranjero y a muchos en Italia.
Al año siguiente, en Fátima, su presencia resultó nuevamente fundamental cuando, el 12 de mayo, logró bloquear a un sacerdote fanático mientras intentaba apuñalar al papa, que resultó ligeramente herido.
El 3 de junio de 2006 dejó el cargo y se jubiló, muriendo tres años después. Sus funerales tuvieron lugar el 27 de octubre de 2009 en la basílica de San Pedro en el Vaticano, en el altar de la Cátedra, y fueron oficiados por el cardenal Giovanni Lajolo.

## Condecoraciones

### Condecoraciones italianas
Orden al Mérito de la República Italiana (4 de octubre de 1985).

### Condecoraciones vaticanas
Caballero gran cruz de la Orden de San Gregorio Magno
 Comendador de la Orden de San Silvestre
 Cruz pro Ecclesia et Pontifice

## Otros proyectos
- Wikimedia Commons alberga una categoría multimedia sobre Camillo Cibin.